# Zoran Ban
Zoran Ban (Rijeka, 27 mei 1973) is een Kroatisch gewezen voetballer.

## Clubcarrière
Ban startte zijn carrière bij de Kroatische club NK Rijeka. In 1993 maakte hij een transfer naar de grote Italiaanse club Juventus. Vervolgens speelde hij voor Belenenses, Boavista, Pescara Calcio, Excelsior Moeskroen, Racing Genk, Mons, Foggia en Rijeka. In 2005 besloot Ban zijn carrière als profvoetballer te beëindigen.

## Interlandcarrière
Ban maakte zijn debuut voor het Kroatische elftal U-21 op 3 september 1994 tegen Estland (winst 2-1).

## Erelijst
- Beker van België (1): 1999/2000